# Cyanopica
Genre
Cyanopica est un genre de passereaux de la famille des Corvidae. Ce genre est celui qui regroupe les pies-bleues, dont il existe deux populations séparées par une grande distance géographique. L'une vit en Europe de l'Ouest, plus particulièrement dans le sud-ouest de l'Espagne et du Portugal ; l'autre occupe une grande partie de l'Asie orientale : Chine, Corée, Japon et nord de la Mongolie. Les études génétiques ont montré qu'il s'agissait de deux espèces distinctes à la suite de quoi l'espèce européenne devrait s'appeler Cyanopica cooki mais ce changement n'est pas encore entré dans les habitudes européennes.

## Liste d'espèces
Selon la classification du Congrès ornithologique international (version 5.2, 2015) :
- Cyanopica cyanus – Pie-bleue à calotte noire
- Cyanopica cooki – Pie-bleue ibérique

Quand ces deux espèces ne formaient qu'un seul taxon, il était connu par le nom normalisé CINFO de Pie bleue.